# Lista planetelor minore/138301–138400
Aceasta este Lista planetelor minore/138301–138400; pentru a naviga prin lista completă vezi Lista planetelor minore.
Pentru ale detalii vezi și Proiect:Astronomie sau Portal:Astronomie.
| Nume     | Denumire provizorie | Data descoperirii | Locul descoperirii | Descoperitor(i) |
| -------- | ------------------- | ----------------- | ------------------ | --------------- |
| 138301 - | 2000 GO49           | 5 aprilie 2000    | Socorro            | LINEAR          |
| 138302 - | 2000 GH53           | 5 aprilie 2000    | Socorro            | LINEAR          |
| 138303 - | 2000 GB54           | 5 aprilie 2000    | Socorro            | LINEAR          |
| 138304 - | 2000 GE55           | 5 aprilie 2000    | Socorro            | LINEAR          |
| 138305 - | 2000 GV57           | 5 aprilie 2000    | Socorro            | LINEAR          |
| 138306 - | 2000 GK59           | 5 aprilie 2000    | Socorro            | LINEAR          |
| 138307 - | 2000 GT59           | 5 aprilie 2000    | Socorro            | LINEAR          |
| 138308 - | 2000 GN60           | 5 aprilie 2000    | Socorro            | LINEAR          |
| 138309 - | 2000 GY60           | 5 aprilie 2000    | Socorro            | LINEAR          |
| 138310 - | 2000 GH61           | 5 aprilie 2000    | Socorro            | LINEAR          |
| 138311 - | 2000 GG63           | 5 aprilie 2000    | Socorro            | LINEAR          |
| 138312 - | 2000 GY63           | 5 aprilie 2000    | Socorro            | LINEAR          |
| 138313 - | 2000 GH69           | 5 aprilie 2000    | Socorro            | LINEAR          |
| 138314 - | 2000 GG70           | 5 aprilie 2000    | Socorro            | LINEAR          |
| 138315 - | 2000 GQ71           | 5 aprilie 2000    | Socorro            | LINEAR          |
| 138316 - | 2000 GG73           | 5 aprilie 2000    | Socorro            | LINEAR          |
| 138317 - | 2000 GN74           | 5 aprilie 2000    | Socorro            | LINEAR          |
| 138318 - | 2000 GZ74           | 5 aprilie 2000    | Socorro            | LINEAR          |
| 138319 - | 2000 GL77           | 5 aprilie 2000    | Socorro            | LINEAR          |
| 138320 - | 2000 GR79           | 5 aprilie 2000    | Socorro            | LINEAR          |
| 138321 - | 2000 GJ80           | 6 aprilie 2000    | Socorro            | LINEAR          |
| 138322 - | 2000 GP81           | 6 aprilie 2000    | Socorro            | LINEAR          |
| 138323 - | 2000 GT81           | 6 aprilie 2000    | Socorro            | LINEAR          |
| 138324 - | 2000 GC82           | 7 aprilie 2000    | Socorro            | LINEAR          |
| 138325 - | 2000 GO82           | 3 aprilie 2000    | Socorro            | LINEAR          |
| 138326 - | 2000 GX86           | 4 aprilie 2000    | Socorro            | LINEAR          |
| 138327 - | 2000 GY89           | 4 aprilie 2000    | Socorro            | LINEAR          |
| 138328 - | 2000 GC90           | 4 aprilie 2000    | Socorro            | LINEAR          |
| 138329 - | 2000 GG90           | 4 aprilie 2000    | Socorro            | LINEAR          |
| 138330 - | 2000 GE91           | 4 aprilie 2000    | Socorro            | LINEAR          |
| 138331 - | 2000 GU93           | 5 aprilie 2000    | Socorro            | LINEAR          |
| 138332 - | 2000 GJ94           | 5 aprilie 2000    | Socorro            | LINEAR          |
| 138333 - | 2000 GK97           | 7 aprilie 2000    | Socorro            | LINEAR          |
| 138334 - | 2000 GW98           | 7 aprilie 2000    | Socorro            | LINEAR          |
| 138335 - | 2000 GW100          | 7 aprilie 2000    | Socorro            | LINEAR          |
| 138336 - | 2000 GJ102          | 7 aprilie 2000    | Socorro            | LINEAR          |
| 138337 - | 2000 GS104          | 7 aprilie 2000    | Socorro            | LINEAR          |
| 138338 - | 2000 GC105          | 7 aprilie 2000    | Socorro            | LINEAR          |
| 138339 - | 2000 GT105          | 7 aprilie 2000    | Socorro            | LINEAR          |
| 138340 - | 2000 GB110          | 2 aprilie 2000    | Anderson Mesa      | LONEOS          |
| 138341 - | 2000 GD110          | 2 aprilie 2000    | Anderson Mesa      | LONEOS          |
| 138342 - | 2000 GF110          | 2 aprilie 2000    | Anderson Mesa      | LONEOS          |
| 138343 - | 2000 GF112          | 3 aprilie 2000    | Anderson Mesa      | LONEOS          |
| 138344 - | 2000 GN112          | 4 aprilie 2000    | Socorro            | LINEAR          |
| 138345 - | 2000 GW112          | 5 aprilie 2000    | Socorro            | LINEAR          |
| 138346 - | 2000 GL113          | 6 aprilie 2000    | Socorro            | LINEAR          |
| 138347 - | 2000 GB114          | 7 aprilie 2000    | Socorro            | LINEAR          |
| 138348 - | 2000 GN114          | 7 aprilie 2000    | Socorro            | LINEAR          |
| 138349 - | 2000 GK115          | 8 aprilie 2000    | Socorro            | LINEAR          |
| 138350 - | 2000 GT115          | 8 aprilie 2000    | Socorro            | LINEAR          |
| 138351 - | 2000 GF116          | 8 aprilie 2000    | Socorro            | LINEAR          |
| 138352 - | 2000 GS116          | 2 aprilie 2000    | Kitt Peak          | Spacewatch      |
| 138353 - | 2000 GX117          | 2 aprilie 2000    | Kitt Peak          | Spacewatch      |
| 138354 - | 2000 GF118          | 2 aprilie 2000    | Kitt Peak          | Spacewatch      |
| 138355 - | 2000 GH118          | 2 aprilie 2000    | Kitt Peak          | Spacewatch      |
| 138356 - | 2000 GW121          | 6 aprilie 2000    | Kitt Peak          | Spacewatch      |
| 138357 - | 2000 GB123          | 8 aprilie 2000    | Socorro            | LINEAR          |
| 138358 - | 2000 GL127          | 8 aprilie 2000    | Socorro            | LINEAR          |
| 138359 - | 2000 GX127          | 10 aprilie 2000   | Kitt Peak          | Spacewatch      |
| 138360 - | 2000 GA130          | 5 aprilie 2000    | Kitt Peak          | Spacewatch      |
| 138361 - | 2000 GZ131          | 8 aprilie 2000    | Kitt Peak          | Spacewatch      |
| 138362 - | 2000 GP132          | 12 aprilie 2000   | Haleakala          | NEAT            |
| 138363 - | 2000 GO137          | 8 aprilie 2000    | Socorro            | LINEAR          |
| 138364 - | 2000 GU138          | 4 aprilie 2000    | Anderson Mesa      | LONEOS          |
| 138365 - | 2000 GG139          | 4 aprilie 2000    | Anderson Mesa      | LONEOS          |
| 138366 - | 2000 GH139          | 4 aprilie 2000    | Anderson Mesa      | LONEOS          |
| 138367 - | 2000 GJ139          | 4 aprilie 2000    | Anderson Mesa      | LONEOS          |
| 138368 - | 2000 GE140          | 4 aprilie 2000    | Anderson Mesa      | LONEOS          |
| 138369 - | 2000 GL140          | 4 aprilie 2000    | Anderson Mesa      | LONEOS          |
| 138370 - | 2000 GS143          | 7 aprilie 2000    | Anderson Mesa      | LONEOS          |
| 138371 - | 2000 GK144          | 7 aprilie 2000    | Kitt Peak          | Spacewatch      |
| 138372 - | 2000 GN144          | 7 aprilie 2000    | Kitt Peak          | Spacewatch      |
| 138373 - | 2000 GQ150          | 5 aprilie 2000    | Socorro            | LINEAR          |
| 138374 - | 2000 GA151          | 5 aprilie 2000    | Socorro            | LINEAR          |
| 138375 - | 2000 GS151          | 5 aprilie 2000    | Kitt Peak          | Spacewatch      |
| 138376 - | 2000 GV152          | 6 aprilie 2000    | Anderson Mesa      | LONEOS          |
| 138377 - | 2000 GX153          | 6 aprilie 2000    | Anderson Mesa      | LONEOS          |
| 138378 - | 2000 GP154          | 6 aprilie 2000    | Anderson Mesa      | LONEOS          |
| 138379 - | 2000 GD157          | 6 aprilie 2000    | Socorro            | LINEAR          |
| 138380 - | 2000 GM157          | 7 aprilie 2000    | Socorro            | LINEAR          |
| 138381 - | 2000 GL162          | 8 aprilie 2000    | Socorro            | LINEAR          |
| 138382 - | 2000 GM162          | 8 aprilie 2000    | Socorro            | LINEAR          |
| 138383 - | 2000 GA163          | 9 aprilie 2000    | Anderson Mesa      | LONEOS          |
| 138384 - | 2000 GJ164          | 5 aprilie 2000    | Socorro            | LINEAR          |
| 138385 - | 2000 GZ168          | 4 aprilie 2000    | Socorro            | LINEAR          |
| 138386 - | 2000 GF169          | 4 aprilie 2000    | Socorro            | LINEAR          |
| 138387 - | 2000 GY172          | 2 aprilie 2000    | Anderson Mesa      | LONEOS          |
| 138388 - | 2000 GX173          | 5 aprilie 2000    | Anderson Mesa      | LONEOS          |
| 138389 - | 2000 GS174          | 2 aprilie 2000    | Kitt Peak          | Spacewatch      |
| 138390 - | 2000 GB175          | 3 aprilie 2000    | Kitt Peak          | Spacewatch      |
| 138391 - | 2000 GK177          | 3 aprilie 2000    | Kitt Peak          | Spacewatch      |
| 138392 - | 2000 HY             | 24 aprilie 2000   | Kitt Peak          | Spacewatch      |
| 138393 - | 2000 HF3            | 26 aprilie 2000   | Kitt Peak          | Spacewatch      |
| 138394 - | 2000 HA4            | 26 aprilie 2000   | Kitt Peak          | Spacewatch      |
| 138395 - | 2000 HD5            | 27 aprilie 2000   | Socorro            | LINEAR          |
| 138396 - | 2000 HV7            | 27 aprilie 2000   | Socorro            | LINEAR          |
| 138397 - | 2000 HB11           | 27 aprilie 2000   | Socorro            | LINEAR          |
| 138398 - | 2000 HG11           | 27 aprilie 2000   | Socorro            | LINEAR          |
| 138399 - | 2000 HK11           | 28 aprilie 2000   | Socorro            | LINEAR          |
| 138400 - | 2000 HL12           | 28 aprilie 2000   | Socorro            | LINEAR          |